# Presbyterian Reformed Church
De Presbyterian Reformed Church is een bevindelijk gereformeerd kerkgenootschap in Noord-Amerika. Het kerkverband is gesticht in 1965 in Ontario door Schotse emigranten uit de Free Presbyterian Church of Scotland en heeft enkele honderden leden, verdeeld over 5 gemeenten.
In de gemeenten worden enkel psalmen gezongen, geen gezangen (a capella). Als Bijbelvertaling gebruikt men de King James Version.